# Grågås
Grågås (Anser anser) är en andfågel inom släktgruppen gäss som placeras i släktet Anser. Arten beskrevs av Carl von Linné 1758. Grågåsen är en stor och kraftig grå gås med kraftig ljusrosa näbb och ben, och tydliga ljusgrå vingframkanter. Den är en kortflyttande flyttfågel som häckar i stora delar av norra och mellersta Palearktis. IUCN kategoriserar den som livskraftig (LC).

## Utbredning och systematik
Grågåsen häckar i stora delar av norra och mellersta Palearktis. Den återfinns från Island i väster, österut genom norra Europa, Skandinavien, Balkan, österut genom Sibirien till Kina. Den är en kortflyttande flyttfågel som bland annat har sina vinterkvarter i Europa, norra Afrika, Mellanöstern, Indien och Vietnam.
Grågås delas upp i två underarter:
- västlig grågås[4] Anser anser anser – nominatformen som häckar i Europa.
- Anser anser rubrirostris – häckar i Asien.

### Förekomst i Sverige
Grågåsen häckar idag i stora delar av södra Sverige och utmed norrlandskusten, företrädesvis utmed kusten och i yttre skärgården. I Sverige är den en sommargäst som mest ses mellan mars och oktober. Den svenska populationen övervintrar i sydvästra och södra Europa.

## Utseende och läte

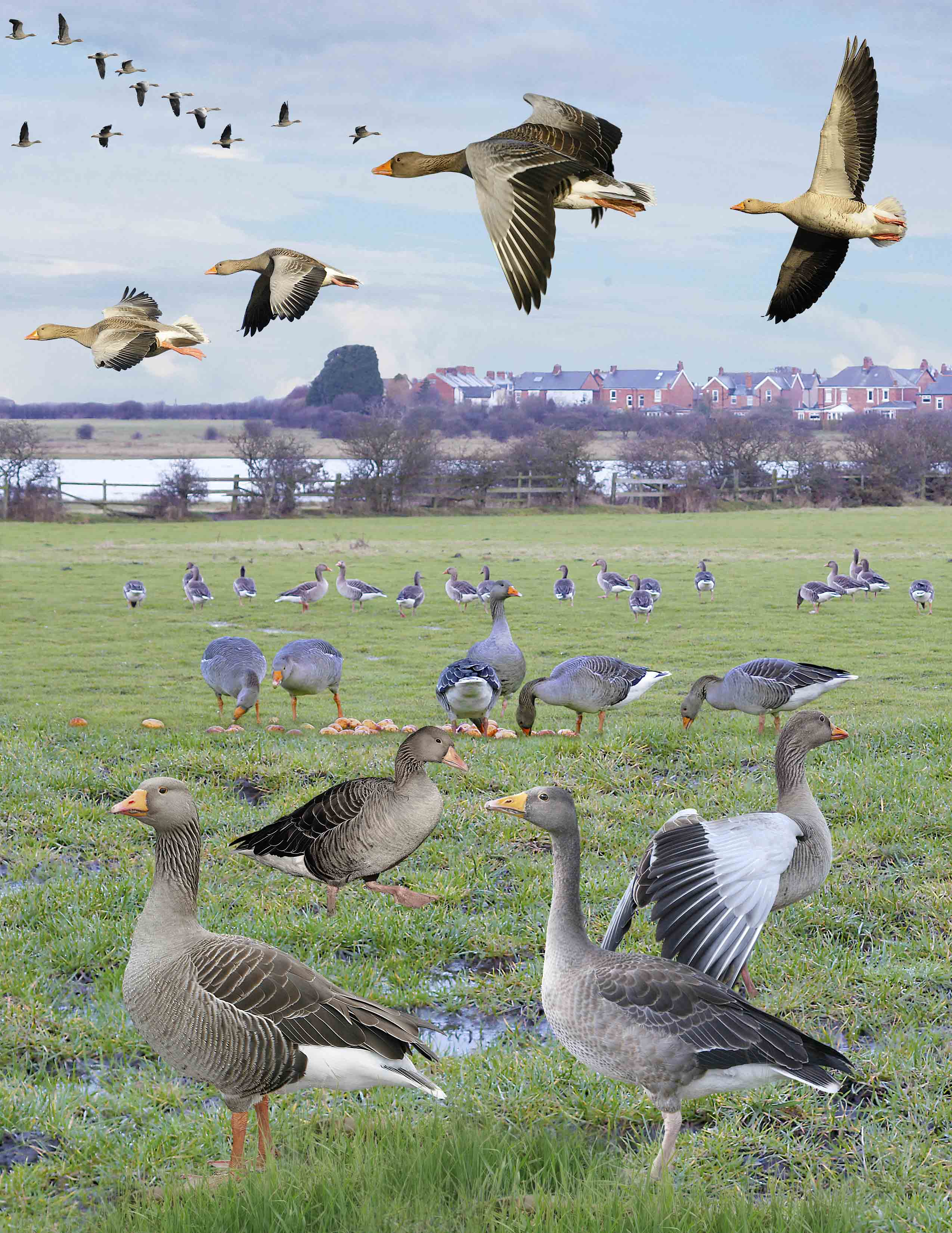
Grågås i olika teckning etc.

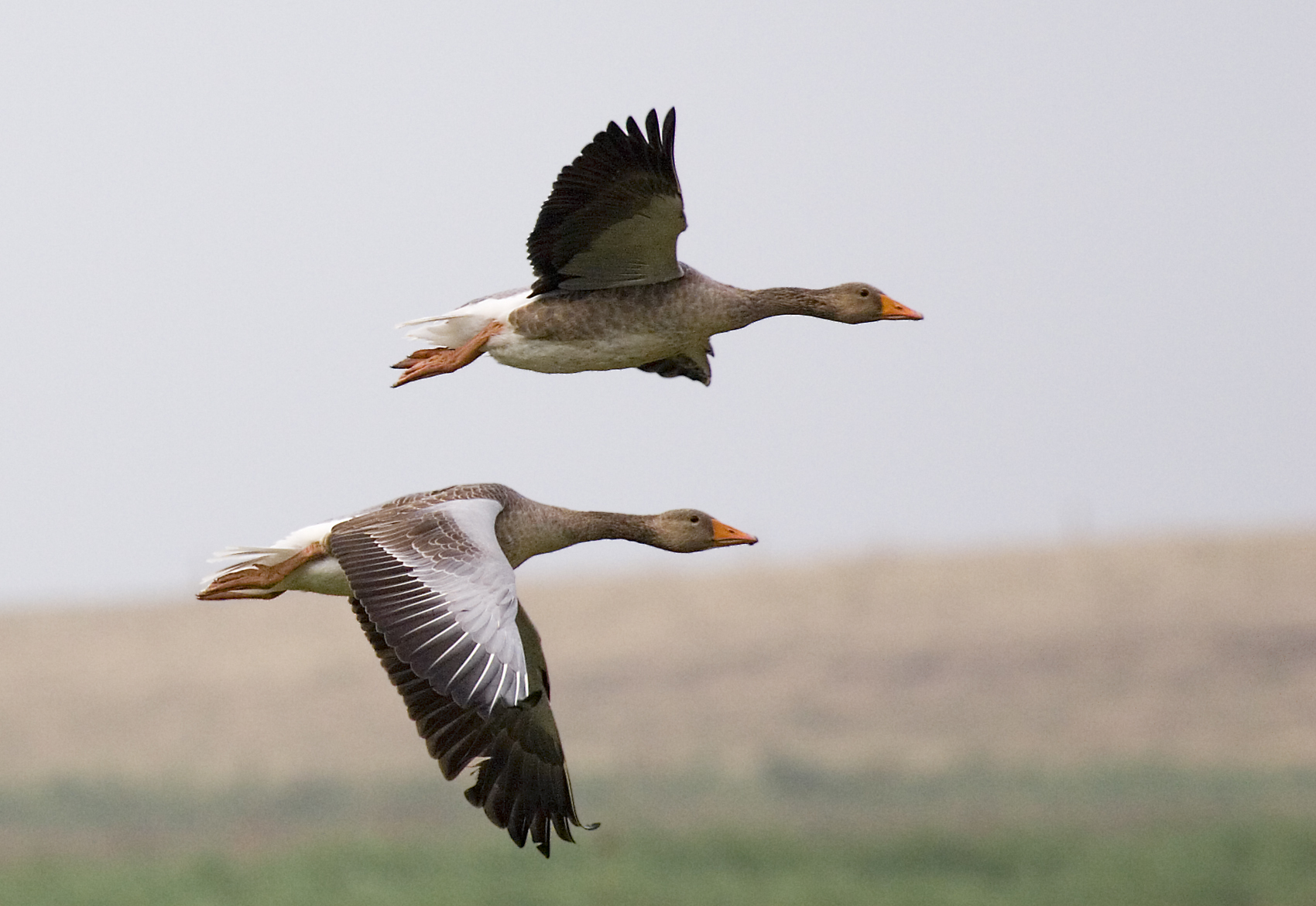
Grågäss i flykten. Notera den ljusa framkanten av vingen.

Grågåsen är en stor och kraftig gås, den största grå gåsen inom släktet Anser med en kroppslängd på 74–84 cm och ett vingspann på 149–168 centimeter Könen hos grågåsen är lika men varierar något i vikt. En hane av nominatformen väger 2600–4560 gram och honan 2070–3960 gram medan hanen hos rubrirostris väger 2800–4100 gram och honan 2450–3600 gram. Grågåsens huvud är stort och halsen tjock och de är ljust brungrå, ovansidan är brunaktig med ljusgrå fjäderkanter, bröstet och buken är ljusgrå, övergumpen är ljust askgrå, undergumpen och bakkanten av stjärten är vit. Den saknar vitt på huvudet till skillnad från exempelvis bläsgås och fjällgås. Dess ben är matt rosafärgade.
Grågåsen har en kraftig, helljus näbb som mäter 6–7 cm på längden, är tjock, konisk och rödorange- eller rosafärgad med vit näbbnagel. Näbbnageln upptar större delen av näbbens bredd. Näbblamellerna är korta och koniska. Övernäbbens lameller är tydligt synliga utifrån längs större delen av näbben. Näbbens höjd vid basen är mindre än halva längden.
I flykten känns den igen på sitt ljusa huvud, sin mörka rygg och sina ljust stålgrå framkanter på vingarna som i kontrast till de mörka vingpennorna kan te sig nästan vita. Även vingundersidans framkant är ljus till skillnad från hos spetsbergsgåsen som har en helmörk vingundersida.

### Morfologiska skillnader mellan underarter
Den västeuropeiska underarten A. a. anser, har orangerosa näbb och är något mindre och mörkare, speciellt huvudet. Den större och kraftigare sibiriskt östliga underarten A. a. rubrirostris har rosa näbb, ljusare huvud och bredare ljusa fjäderbräm. I Östeuropa kan man observera en klinal övergång mellan de båda underarterna.

### Läte
Grågåsen är en mycket ljudlig fågel med grova och nasala, kacklande läten. Det mest typiska är ett "kijaaa-ga-ga", med första tonen i falsett. Repertoaren i övrigt är varierad med både basiga och gälla toner.

## Ekologi

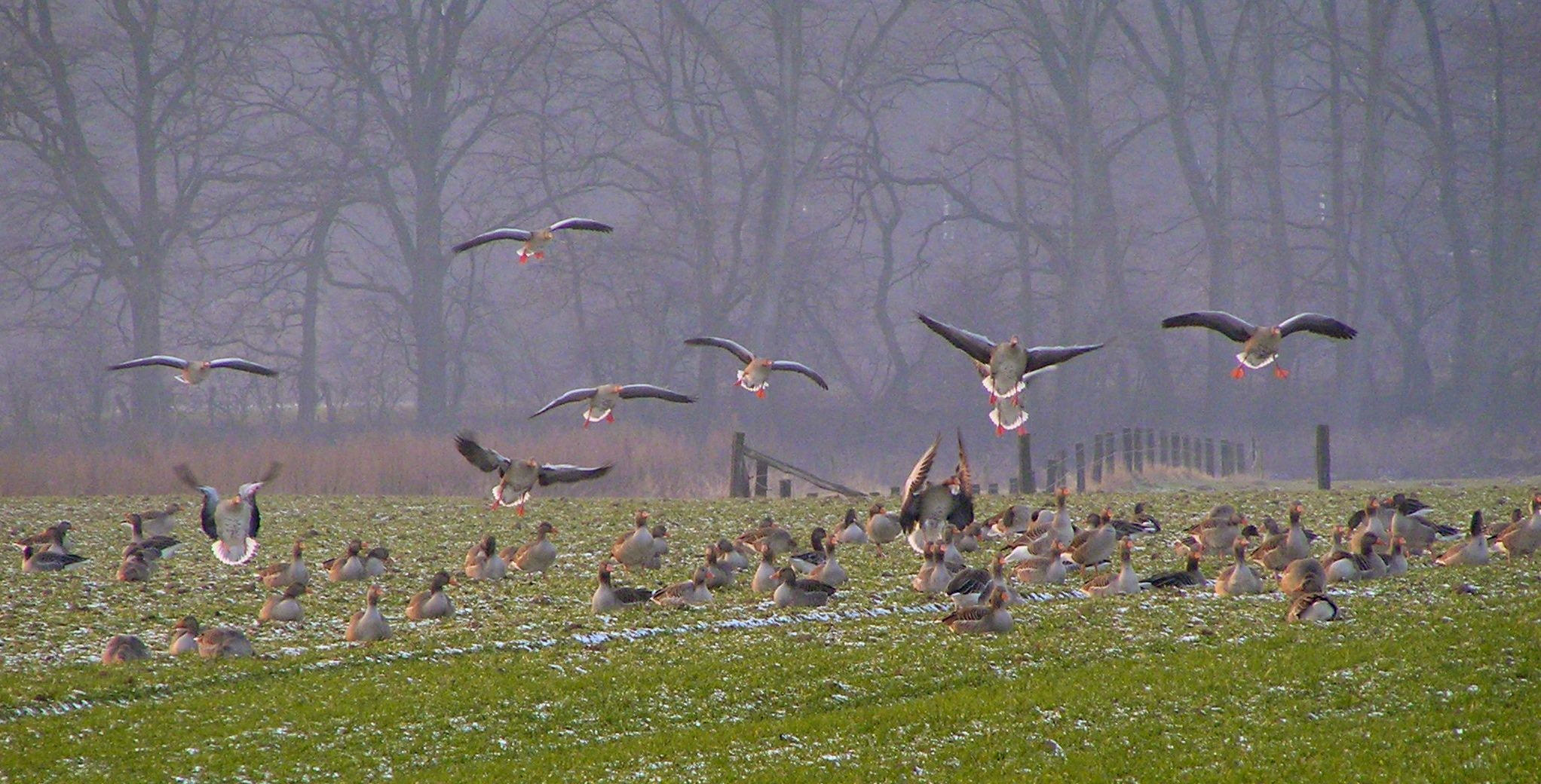
Grågäss ses ofta i stora grupper på strandängar eller på åkrar under sina flyttningar.

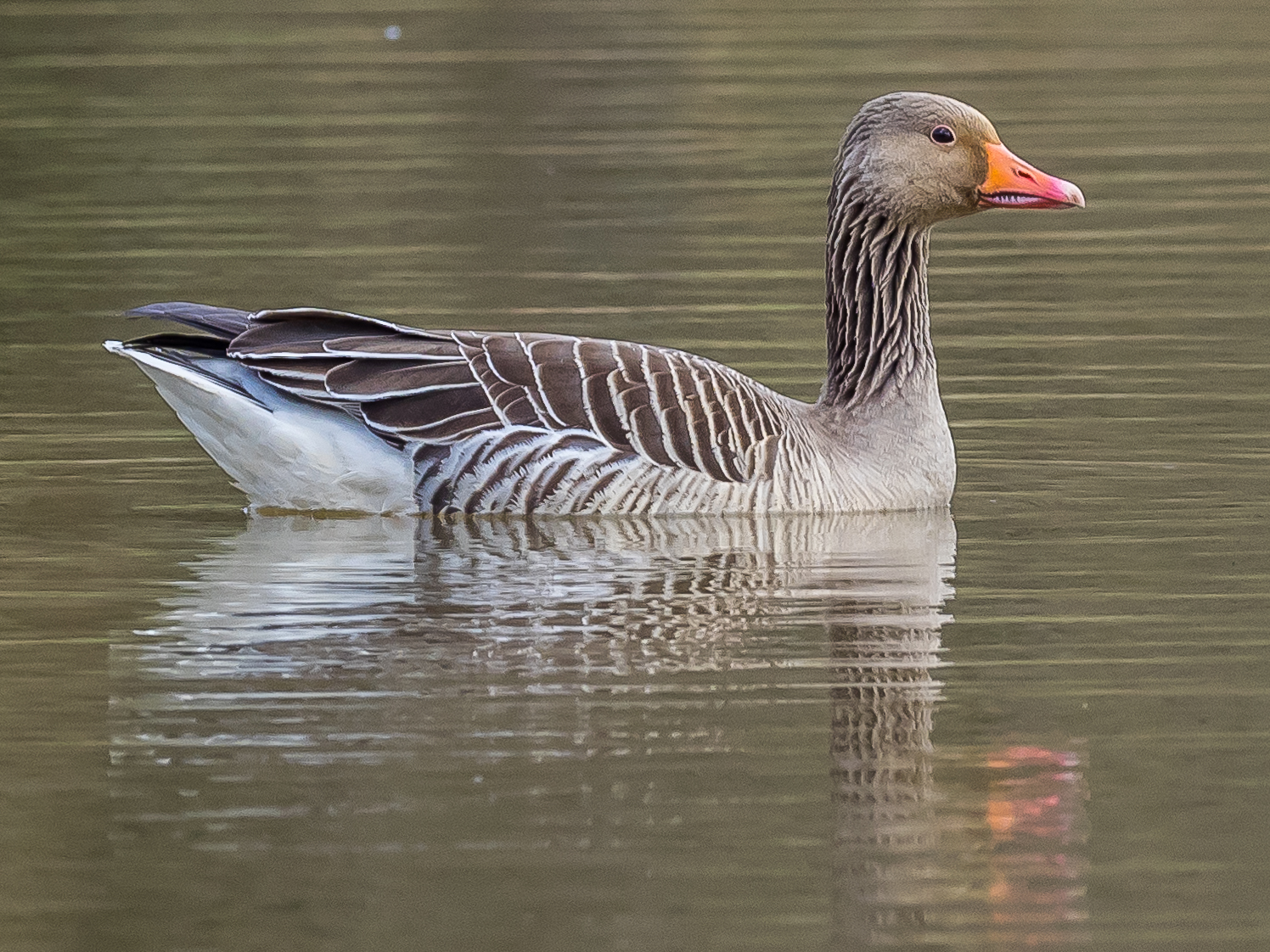
Simmande grågås.

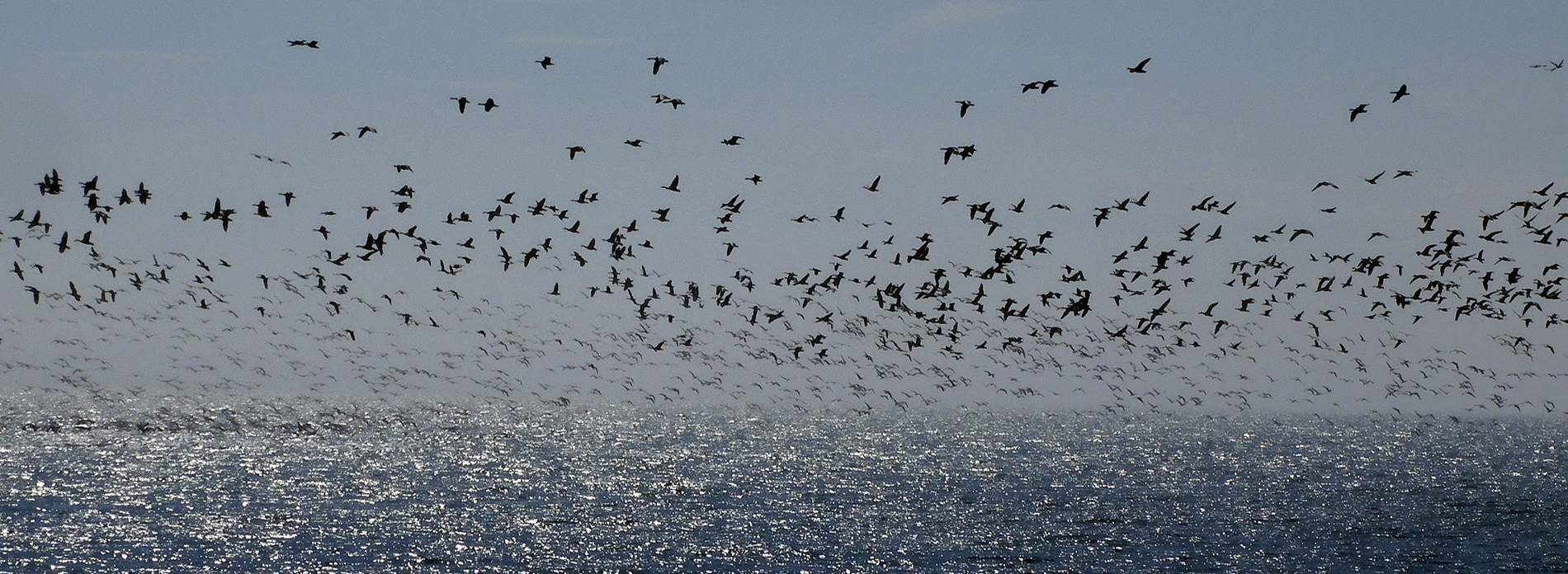
Grågås kan samlas i mycket stora flockar på tusentals individer

Grågåsen återfinns ofta i stora högljudda grupper. De är mycket vaksamma och varnar ljudligt för minsta fara och tar lätt till vingar om exempelvis en människa kommer för nära. De flyger ganska snabbt, och vid längre förflyttningar ordnar sig flocken i en så kallad "plog", vilket är vanligt bland gäss och innebär att de flyger i en v-formation för minskat luftmotstånd. Vid sådan formationsflygning är det inte en och samma gås som flyger främst utan gässens plats i formationen byts ofta om.
Direkt efter häckningen ruggar grågåsen och blir därmed flygoförmögen. Det är endast under denna period som en adult grågås sällsynt kan dyka för att undkomma fara. Juvenila fåglar dyker dock ofta och grågåsen är för övrigt en god simmare.

### Biotop
Den häckar i en mängd olika biotoper i anslutning till vatten som våtmarker, små och stora sjöar, eller vid kusterna. Tidigare var det absolut vanligast att den lade sitt bo på torra land men i och med populationsökning har man observerat en förändring i häckningsbeteende och grågåsens bon återfinns nu även inne i rörvass.

### Häckning
De par som häckar i vass bygger redet av rörvass som de knipsar av runt redet så att det bildas en glänta i vassen. Kusthäckande grågäss som häckar på land bygger ofta sitt bo av tång. Båda dessa varianter inreds med ett tjockt lager grått dun. Vanligtvis lägger den fyra till sex ägg men man har observerat upp till 14 ägg i ett rede. Honan ruvar oftast äggen i mellan 27 och 28 dygn. Paret tar gemensamt hand om ungarna som är flygfärdiga efter cirka 60-70 dygn. Grågåsen lägger bara en kull per häckningssäsong. I början av häckningen överges äggen lätt om honan blir störd.

### Föda
Adulta fåglar lever av växtmaterial men ungarna äter mycket smådjur. Grågåsen vistas oftare på land än svanar och änder.

## Grågåsen och människan
Tamgässen i Europa, norra Afrika och västra Asien härstammar från grågås. Det var grågäss som etologen Konrad Lorenz använde vid sin första stora studie av beteendefenomenet prägling.

### Status och hot
Antalet grågåsindivider i världen uppskattas till 1–1,1 miljoner och den tros öka i antal. Det är den enda gråa gås som ses i stora antal i Europa under sommaren. IUCN bedömer inte att grågåsen globalt är hotad utan kategoriserar den som livskraftig (LC).

#### Status i Storbritannien
I Storbritannien har arten minskat kraftigt och den enda ursprungliga vilda populationen återfinns på Yttre Hebriderna och i norra Skottland. Dock har grågåsen genom förvildning av tamgäss sedan 1930 till 1960-talet etablerat populationer runt om i Storbritannien.

#### Status i Sverige
Grågåsens förekomst i Sverige har fluktuerat kraftigt genom historien. I Sven Nilssons fågelbok från första halvan av 1800-talet beskrivs stammen vara god i exempelvis Småland. 1919 skrev Bengt Berg i boken Sällsynta fåglar: Skräntärnan, dvärgtärnan & grågåsen att den var helt försvunnen i Småland och 1926 skrev Alfred Brehm att "grågåsen räknas numera till de sällsynta fåglarna i Sverige". Brehm beskriver senare hur den sista kolonin med grågäss i Sverige häckar på holmarna utanför Ronehamn och att den sista häckplatsen på västkusten var Hallands Väderö. Efter att ha varit ovanlig ökade populationen, främst på östkusten, senare västkusten och i inlandet. Idag har populationen, tillsammans med kanadagås, ökat kraftigt och återfinns i olika biotoper i sin nuvarande utbredning. 2018 uppskattades det svenska beståndet till 41 000 par. I en undersökning av grågäss i Mellansverige upptäcktes att var femte gås var skadskjuten, och vissa hade så många som 16 hagel i kroppen. Gåsjakt ses som en svensk jaktskandal av ornitologer som kräver att den förbjuds.

## Galleri
- En grågås betar gräs, den uppsvällda krävan syns tydligt.

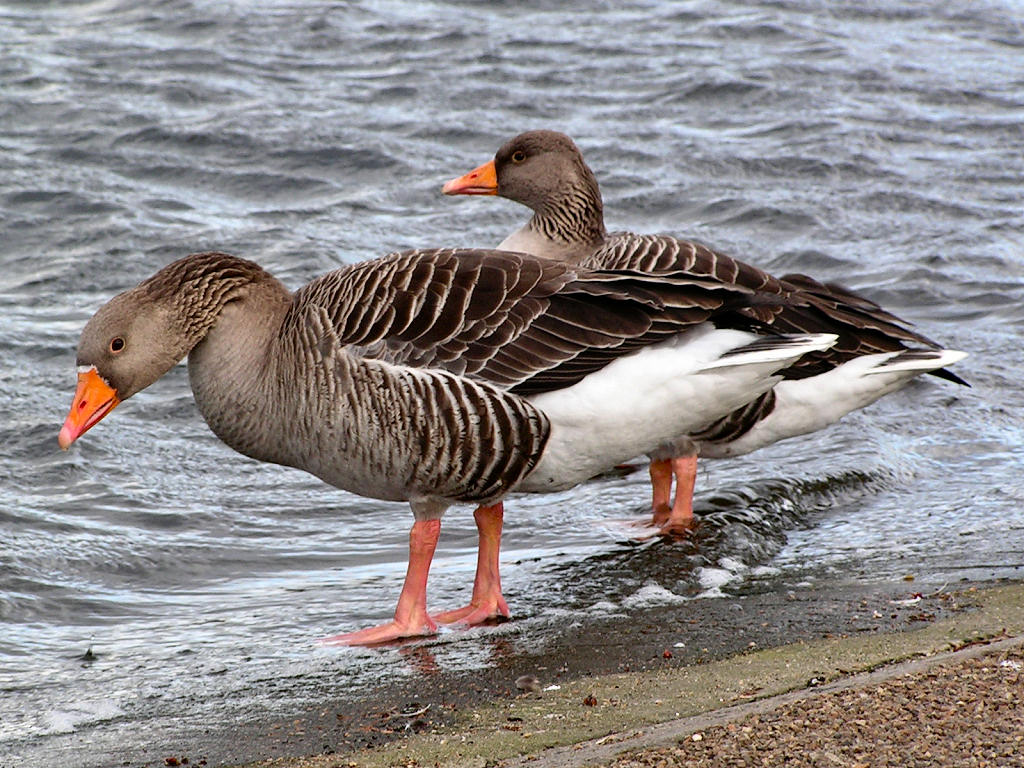
Grågäss i London.
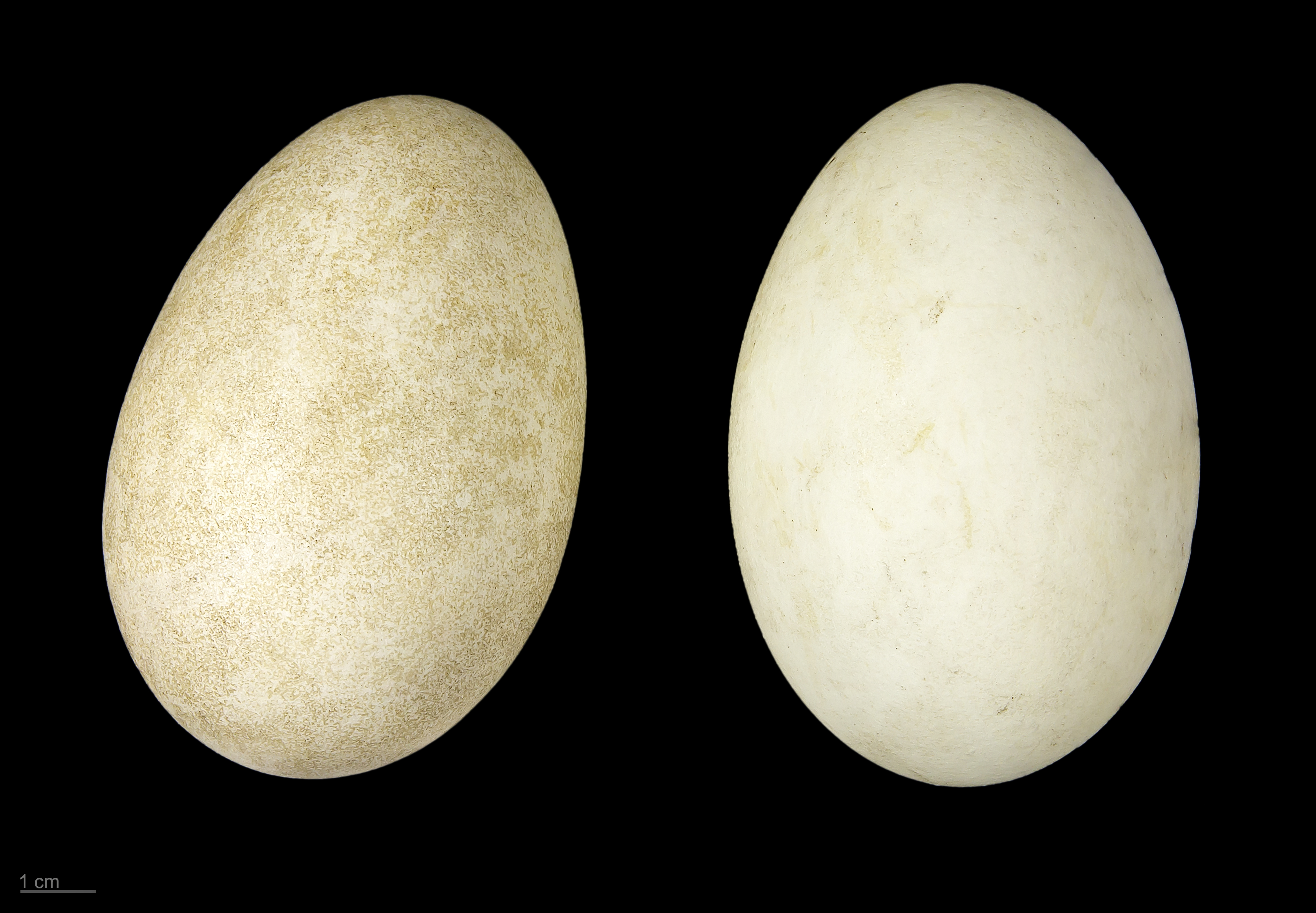
Ägg från grågåsen.
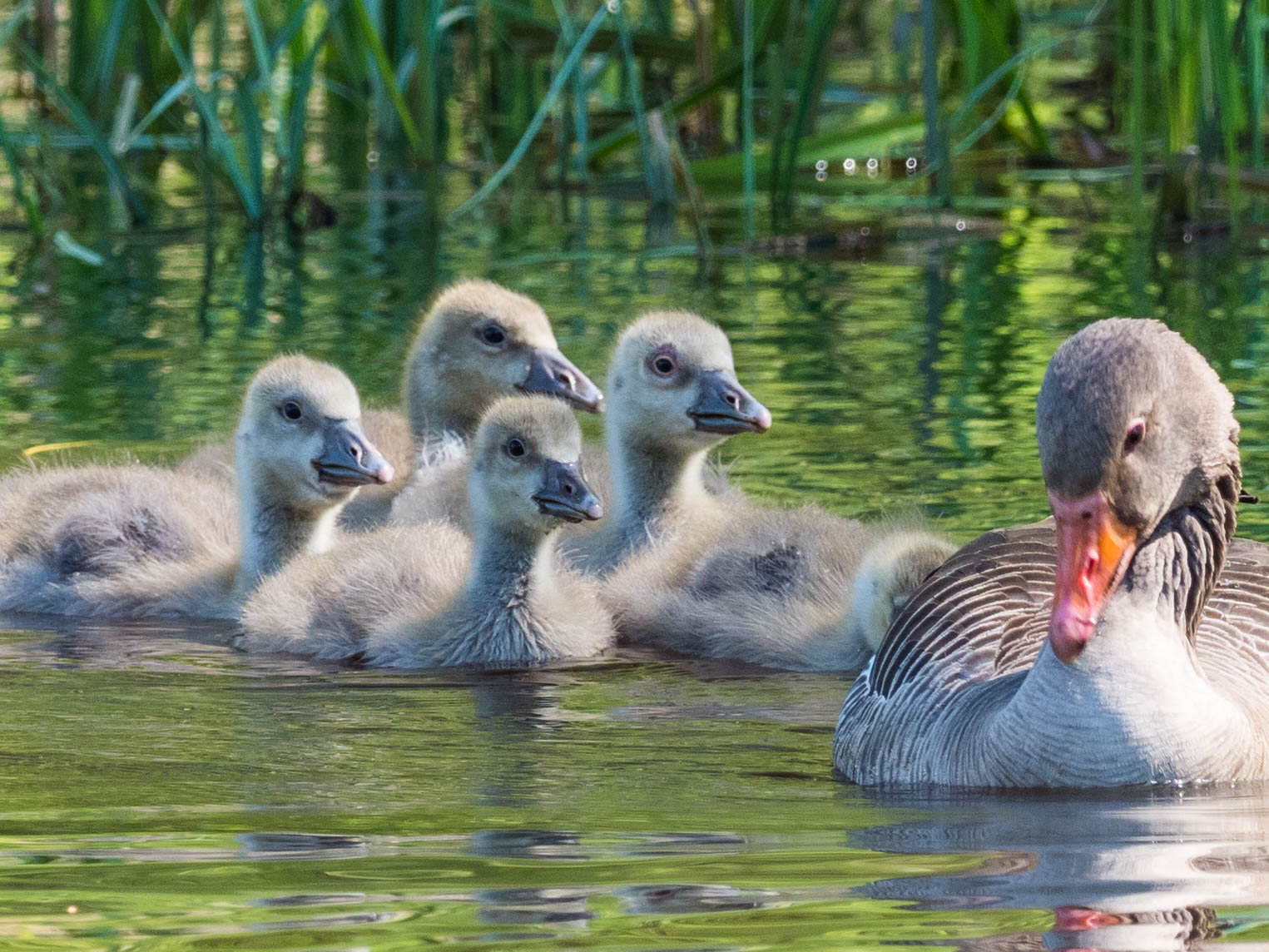
Grågås med ungar.